# 京都太秦物語
『京都太秦物語』（きょうとうずまさものがたり）は、2010年に公開された日本映画。

## 概要
2007年に立ち上がった松竹・立命館大学・京都府の3者による「産学官連携プロジェクト」の一環として、同大学映像学部客員教授の山田洋次の指導の下で同学部の学生22名が本作の製作に携わっている。
山田はこの作品を「卒業制作という感覚ではなく、あくまで1本の商業映画として製作したい」と語っている。
製作開始時は『京都太秦恋物語』（きょうとうずまさこいものがたり）という仮題であったが、完成時に正式タイトルが決定した。
2010年度ベルリン国際映画祭フォーラム部門出品作品、同年度香港国際映画祭「Master Class」招待作品となった。
2010年5月22日、MOVIX京都にて公開。以降、上映館を増やすとしている。
2010年9月18日公開分のぴあ初日満足度ランキング（ぴあ映画生活調べ）では第3位になるなど好評価されている。
2010年11月23日、オーストラリア・シドニーのThe 14th Japanese Film Festivalにおいて上映。

## ストーリー
京都・太秦の「大映通り商店街」を舞台に、立命館大学図書館に勤務するヒロインと同商店街の豆腐屋の息子でお笑い芸人志望の若者との恋模様を描く。

## キャスト
- 海老瀬はな：東出京子
- USA（EXILE)：梁瀬康太
- 田中壮太郎：榎大地
- 西田麻衣：東出智絵
- 北山雅康
- ボルトボルズ弓川
- アメリカザリガニ
- 田中泯

他